# Theodore Roosevelt National Park
Theodore Roosevelt National Park is een nationaal park in het westen van de Amerikaanse staat North Dakota. Het park bestaat uit drie gescheiden gebieden, met badlands (een door erosie aangetast landschap) en prairies als kenmerkende eigenschappen. De Little Missouri River stroomt door alle drie de gebieden. Het park werd vernoemd naar de Amerikaanse president Theodore Roosevelt, die hier een ranch bezat.
In de jaren 50 van de 20e eeuw werd de Amerikaanse bizon geherintroduceerd in de regio. Daarnaast leven er mustangs, gaffelbokken, prairiehonden en coyotes in het park. Er zijn 186 vogelsoorten waargenomen, waaronder de steenarend en de wilde kalkoen.

## Fotogalerij

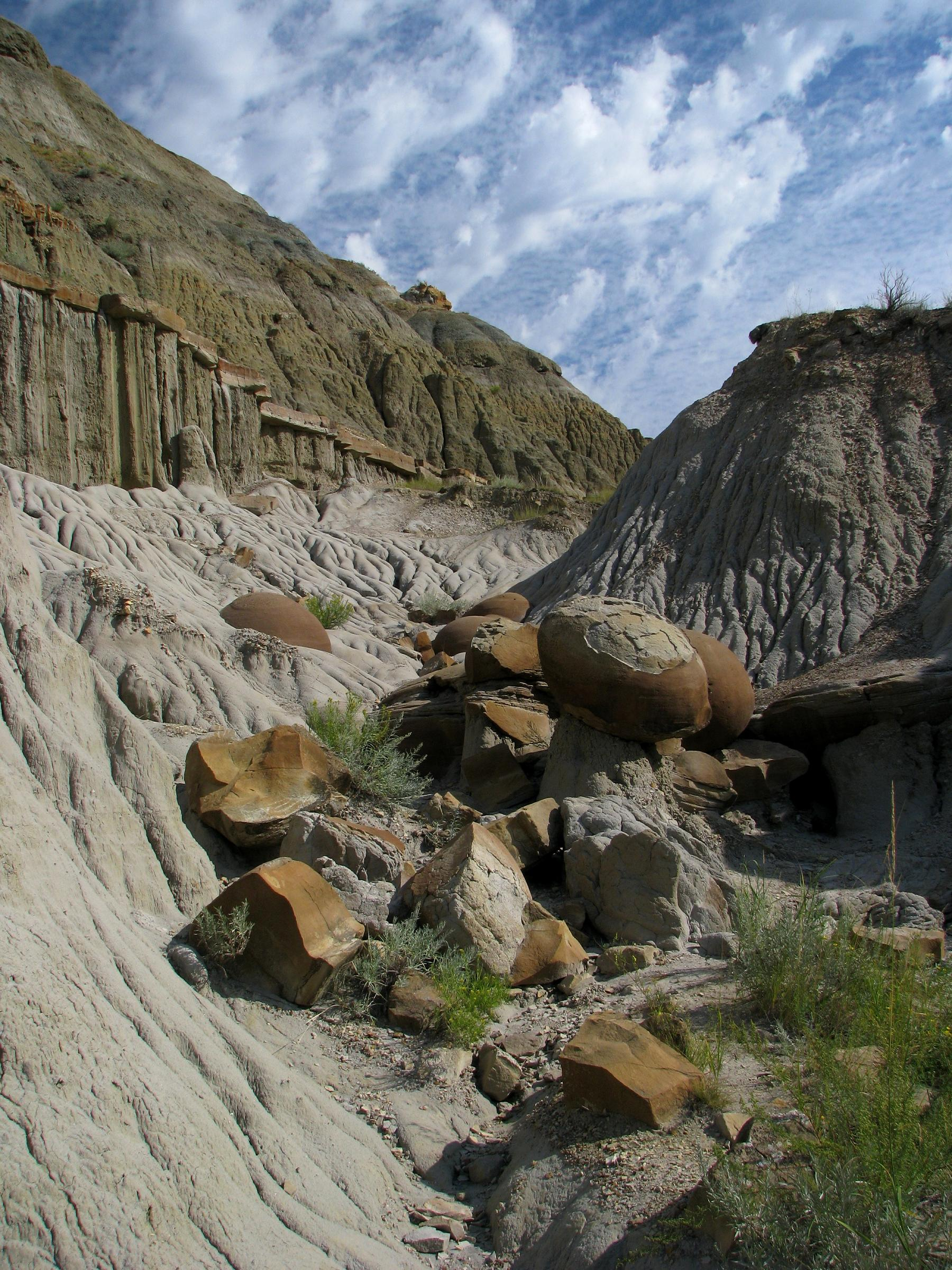
Door erosie aangetast landschap
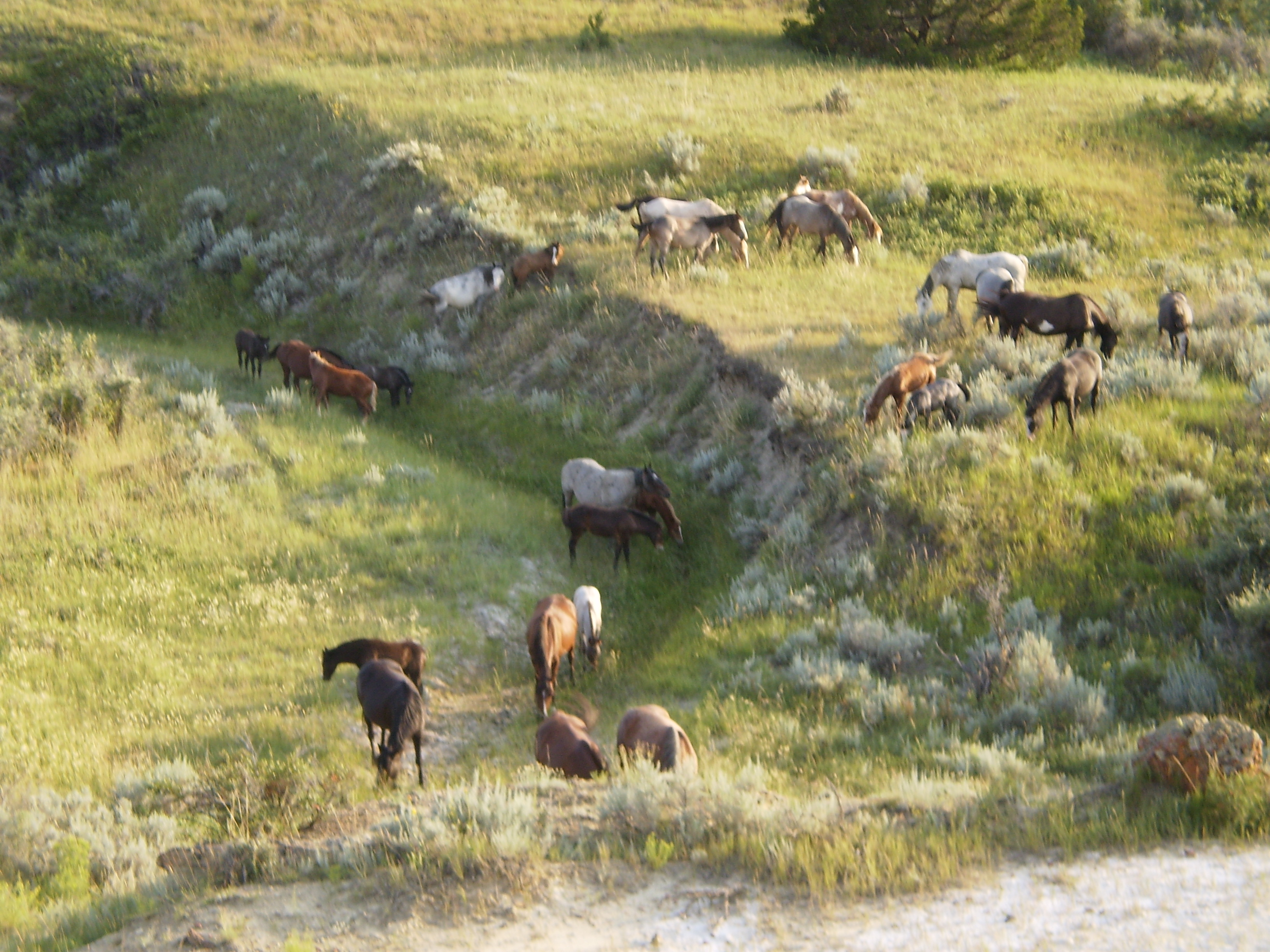
Mustangs
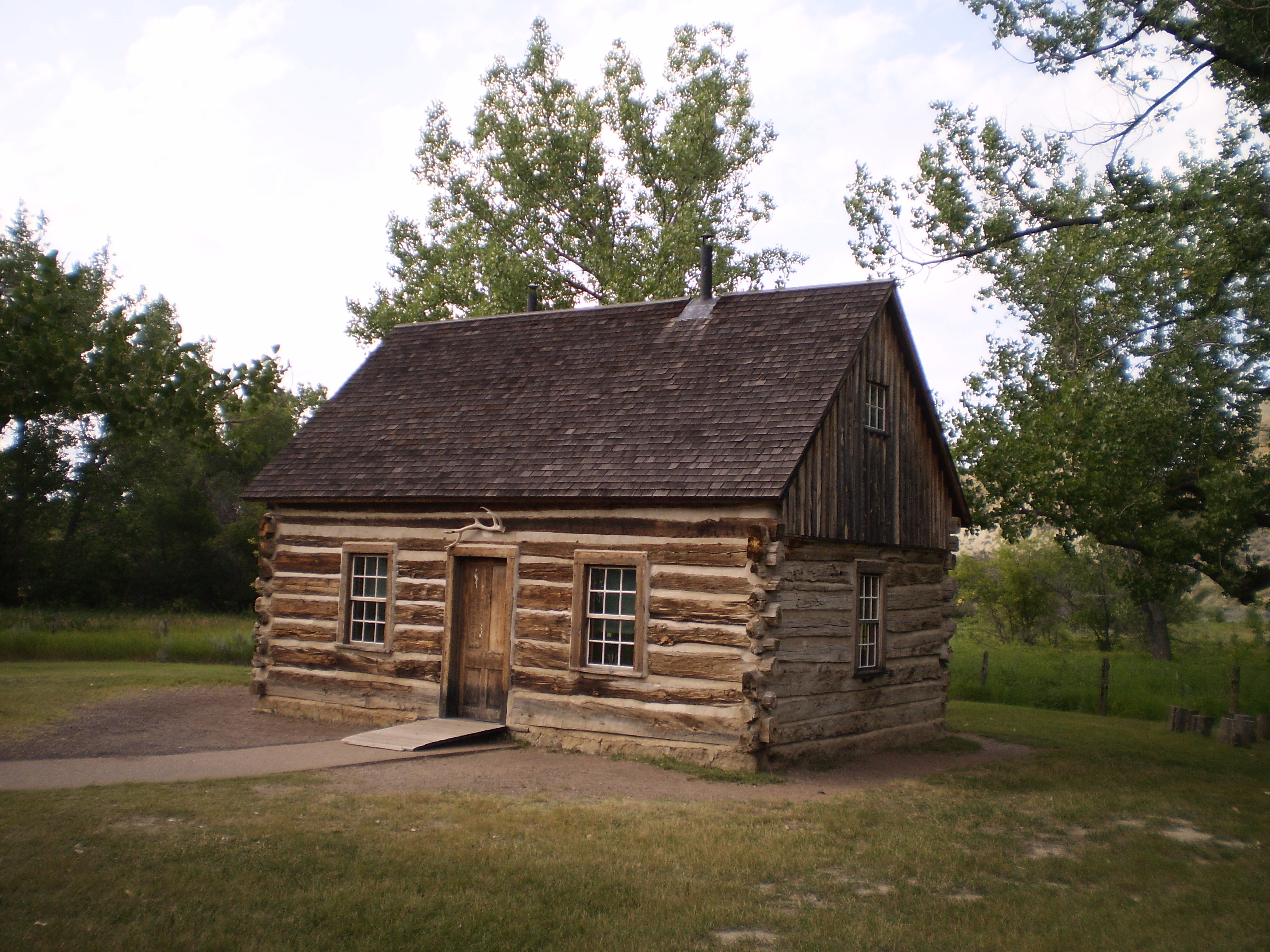
Blokhut van Theodore Roosevelt